# Taurorcus chabrillacii
Taurorcus chabrillacii är en skalbaggsart som beskrevs av Thomson 1857. Taurorcus chabrillacii ingår i släktet Taurorcus och familjen långhorningar. Inga underarter finns listade i Catalogue of Life.